# Општина Моделу (Калараш)
Моделу (рум. Modelu) општина је у Румунији у округу Калараш.
Oпштина се налази на надморској висини од 20 m.